# Aratea des Germanicus
Die Aratea des Germanicus sind ein astronomisches Lehrgedicht in lateinischer Sprache, das weitgehend auf den Phainomena des Aratos von Soloi beruht.

## Autor und Entstehungszeit
Einige erhaltene Handschriften nennen als Autor Claudius Caesar oder T Claudius Caesar. Lactantius und andere spätere Autoren sprechen von Germanicus Caesar. Diese Angaben lassen sich sowohl auf Gaius Julius Caesar Germanicus, den Adoptivsohn des Tiberius, als auch auf Tiberius selbst, der den vollen Namen Tiberius Claudius Nero und den Beinamen Germanicus führte, beziehen. Für Germanicus spricht die Tatsache, dass er in Rhetorik und Dichtung bewandert war und griechische Komödien hinterlassen habe. Ovid spricht ihn in seinem Werk Fasti (Ovid) mit Caesar Germanicus an. 
Für Tiberius hingegen ist sein Interesse an Astrologie und Literatur überliefert. 
Endgültig lässt sich die Frage nicht entscheiden. Die Entstehungszeit liegt auf jeden Fall in den ersten Jahrzehnten des 1. Jahrhunderts n. Chr.

## Inhalt und Quelle

### Zeile 1 bis 725
Zeile 1 bis 725 beruhen auf den Zeilen 1 bis 731 der Phainomena des Aratos.
Es werden Sternbilder beschrieben und zu Sternbilderzyklen zusammengestellt, so wie sie auf dem Äquator, den Wendekreisen und dem Tierkreis einander folgen.
Es handelt sich weniger um eine Übersetzung als eine Nachdichtung. Germanicus setzt andere Akzente. So bleibt beispielsweise Aratos bei der Beschreibung des Dreiecks (altgriechisch Δελτωτὸν), Zeile 234–237, blass. Germanicus fügt eine Würdigung des Nildeltas, das von Aratos nicht erwähnt wird, ein:
„Est etiam propiore deum cognoscere signa,

Deltoton si quis (donum hoc spectabile Nili

diuitibus generatum undis) in sede notabit“

Frei übersetzt:

Eine nähere Darstellung dieses göttlichen Zeichens erzeugt der Nil durch göttliches Wasser.

### Die Fragmente
Die folgenden Wetterzeichen des Aratos hat Germanicus nicht übernommen. Dagegen folgen einige Fragmente, für die keine Quelle genannt werden kann.
Die beiden größeren Fragmente ii und iv beschäftigen sich mit den Planeten. In Fragment ii wird der Lauf der damals bekannten Planeten Merkur, Venus, Mars, Jupiter und Saturn beschrieben. Die Umlaufzeit des Jupiters wird richtig mit zwölf Jahren angegeben, die des schwer zu beobachtenden Merkur mit unter einem Jahr zwar korrekt, aber gegenüber der tatsächlichen Umlaufzeit von 88 Tagen doch sehr ungenau. Die für die damaligen Beobachter unerklärliche wechselnde Geschwindigkeit der Planeten wird auch erwähnt:
„…nunc igne citato / festinare putes, nunc pigro sidere sumpto“ (bald eilen sie / wie von Feuer angetrieben, bald scheinen sie von Trägheit ergriffen)
Im Fragment iv wird postuliert, dass der Stand der Planeten im Sternzeichen das Wetter in den verschiedenen Jahreszeiten beeinflusse. So soll etwa die Hitze des Sommers gemildert werden, wenn die Venus im Sternzeichen Löwe stehe; stehe sie hingegen in der Jungfrau, so regne und donnere es.

## Die Sprache
Germanicus verwendet für den über 200 Jahre alten Text keine archaisierende Sprache. Vielmehr folgt er dem Stil seiner Zeitgenossen Ovid und Vergil. Auch Neologismen scheut er nicht. Allerdings ist das Lehrgedicht im Vergleich zu seinem Vorbild pathetischer und teilweise geradezu hymnisch.

## Überlieferung
Die Aratea wurden im frühen Mittelalter durch die Christliche Kirche abgelehnt und geriet in Vergessenheit. Aber im 8. Jahrhundert n. Chr. häufen sich plötzlich Bearbeitungen des Gedichtes. Auch in die am Hof Karls des Großen kompilierte Enzyklopädie finden die Ableitungen der Aratea Eingang. Insgesamt haben sich 35 Handschriften in weitgestreuten geistigen Zentren Europas erhalten. Im Jahr 1474 erschien der erste Druck bei L. Bonincontri in Bologna.
Zahlreiche Handschriften sind mit Illustrationen geschmückt. 48 Bildtypen, hauptsächlich von personifizierten Sternbildern, wurden entwickelt. Ein besonders eindrucksvoller Kodex sind die Leidener Aratea.

## Textausgabe
- D. B. Gain: The Aratus ascribed to Germanicus Caesar. Athlone Press, London 1976, ISBN 0-485-13708-9.
- Aratos: Phainomena. (griechisch-deutsch) Herausgegeben und übersetzt von Manfred Erren. In: Sammlung Tusculum. Artemis & Winkler, Düsseldorf 2009, ISBN 978-3-538-03517-1.